# Alma Lindgren
Alma Lovisa Lindgren, född 11 maj 1859 i Hedvig Eleonora församling, Stockholm, död 1 mars 1948 i Täby församling, Stockholms län, var en svensk balettdansare.
Hon var engagerad vid Kungliga Baletten som elev 1869-74, figurant 1874-83 och som sekunddansös från 1883.
Hon uppträdde bland annat i baletterna »En dröm», i »La ventana», i »Melusina», i »Blomsterbalett», i »Coppelia», i »Aufforderung z. Tanz», i »Muntra fruarna» och i »Konung för en dag». Hon turnerade även utomlands.